# Z-Ro
Z-Ro, właściwie Joseph Wayne McVey (ur. 19 grudnia 1977 w Missouri City, Teksas) – amerykański raper. Jest kuzynem rapera Trae.
Znany z wysokich umiejętności w rymowaniu oraz wielu kolaboracji z innymi artystami i muzykami. Popularność Z-Ro wzrosła bardzo szybko, po gościnnym występie w utworze Buna B „Get Throwed” z Pimp C, Jay-Z i Young Jeezym.
Według New York Times został uznany za jednego z najbardziej niedocenianych raperów w USA.

## Dyskografia

### Albumy solowe
| Rok  | Album                       | Pozycja w notowaniu | Pozycja w notowaniu |
| Rok  | Album                       | U.S.                | U.S. R&B            |
| ---- | --------------------------- | ------------------- | ------------------- |
| 1998 | Look What You Did to Me     | -                   | -                   |
| 2000 | Z-Ro vs. the World          | -                   | 90                  |
| 2001 | King of da Ghetto           | -                   | -                   |
| 2002 | Screwed Up Click Representa | -                   | 58                  |
| 2002 | Z-Ro                        | -                   | -                   |
| 2002 | Life                        | -                   | 57                  |
| 2003 | Z-Ro Tolerance              | -                   | -                   |
| 2004 | The Life of Joseph W. McVey | 170                 | 27                  |
| 2005 | Let the Truth Be Told       | 69                  | 14                  |
| 2006 | I’m Still Livin’            | -                   | 14                  |
| 2007 | King of tha Ghetto: Power   | 197                 | 32                  |
| 2008 | Crack                       | 48                  | 12                  |
| 2009 | Cocaine                     | 147                 | 19                  |
| 2010 | Heroin                      | 142                 | 29                  |
| 2011 | Meth                        | 90                  | 12                  |
| 2012 | Angel Dust                  |                     |                     |
| 2016 | Drankin' & Drivin           |                     |                     |
| 2016 | Legendary                   |                     |                     |
| 2017 | No Love Boulevard           |                     |                     |